# Facies (geologie)
Facies of faciës is het karakter van een gesteente dat bepaald wordt door de omstandigheden van het milieu waar het gevormd werd. Het begrip wordt gebruikt om duidelijk te maken dat een verandering van de lithologie (het soort gesteente) niet door het moment van afzetting komt, maar door gelijktijdige verschillende omstandigheden. Een verandering in gesteente als gevolg van een andere facies is dus positiegebonden, niet tijdsgebonden.

## Soorten facies
Er zijn twee soorten faciesverschillen bekend:
- sedimentaire facies, een verandering in afzettingsmilieu. Een rivier zal bijvoorbeeld op zijn stroomrug zand afzetten, maar daarnaast in zijn uiterwaarden klei. In gesteente is deze faciesovergang terug te vinden als een overgang tussen zandsteen en kleisteen
- metamorfe facies, een verandering van mineraalinhoud door verschillende omstandigheden van temperatuur en druk die binnen een gesteente heersten

## Walthers facieswet
Walthers facieswet zegt dat in een horizontaal liggende sedimentaire opeenvolging een verticaal faciesverschil het gevolg is van een horizontale verschuiving van de afzettingsomstandigheden. Oftewel, als bijvoorbeeld een rivier zijn bedding verlegt, zullen sedimenten van het ene type boven op sedimenten van het andere type komen te liggen. Een ander voorbeeld is als de zeespiegel daalt (regressie) of juist stijgt (transgressie) waardoor de zee landinwaarts beweegt of zich juist terug trekt. De wet is opgesteld door en vernoemd naar de geoloog Johannes Walther.